# Pogobie Średnie
Pogobie Średnie [pɔˈɡɔbjɛ ˈɕrɛdɲɛ] (deutsch Mittel Pogobien, 1938–1945 Mittelpogauen) ist ein Dorf in der polnischen Woiwodschaft Ermland-Masuren, das zur Gmina Pisz (Stadt- und Landgemeinde Johannisburg) im Powiat Piski (Kreis Johannisburg) gehört.

## Geographische Lage
Pogobie Średnie liegt am Nordostufer des Kleinen Pogobier Sees (auch: Mittelpogauer See, polnisch Jezioro Pogubie Małe) in der südöstlichen Woiwodschaft Ermland-Masuren, acht Kilometer südlich der Kreisstadt Pisz (deutsch Johannisburg).

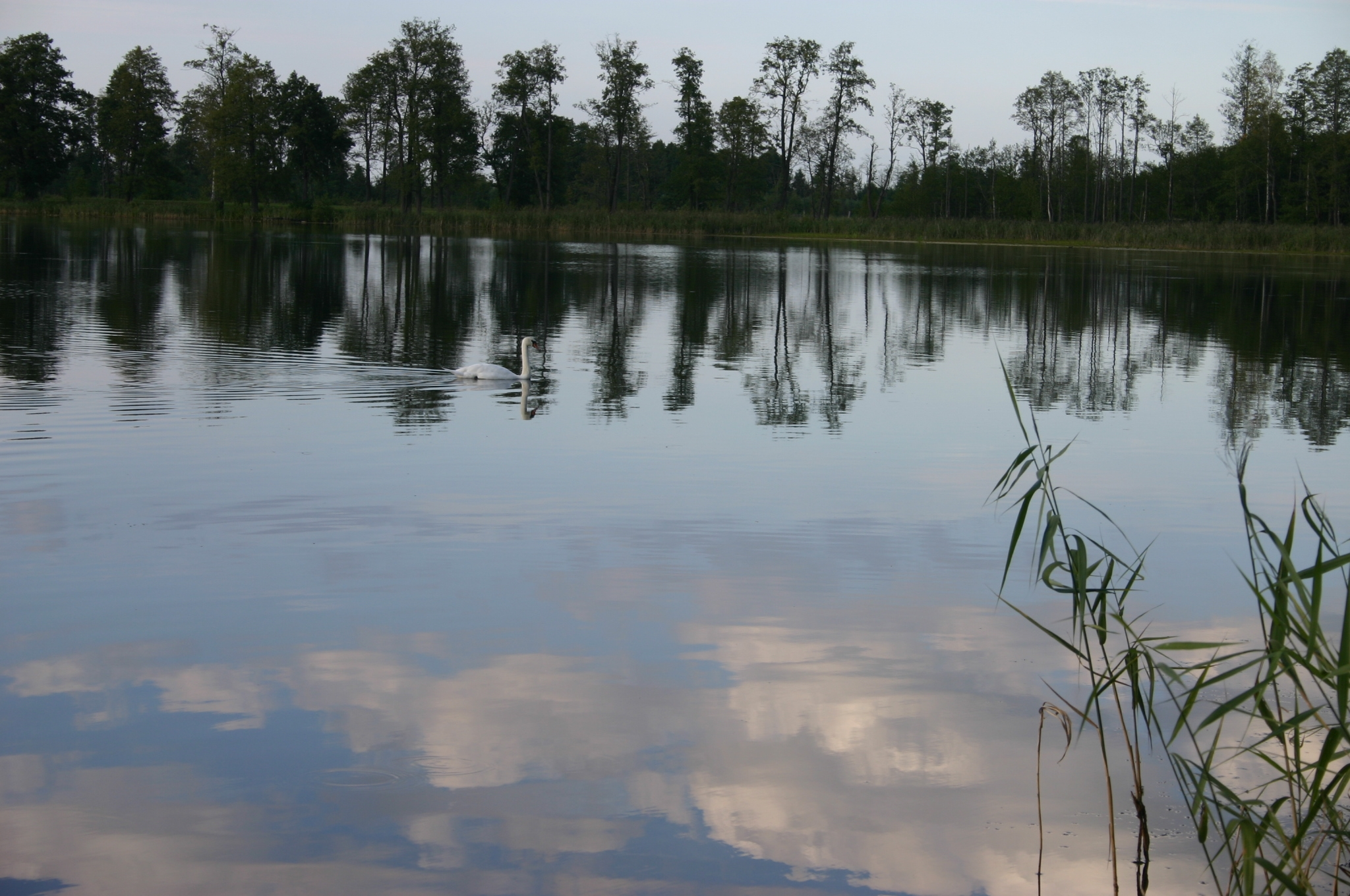
Blick auf den Jezioro Pogubie Małe bei Pogobie Średnie

## Geschichte
Mittel Pogobie wurde im Jahre 1708 als Schatullsiedlung gegründet.
Von 1874 bis 1945 war das Dorf in den Amtsbezirk Wolfsbruch (polnisch Wilcze Bagno, nicht mehr existent) eingegliedert, der zum Kreis Johannisburg im Regierungsbezirk Gumbinnen (ab 1905: Regierungsbezirk Allenstein) in der preußischen Provinz Ostpreußen gehörte. Nach Mittel Pogobien war die Ortschaft Vorder Pogobien (1938–1945: Mittelpogauen, polnisch Pogubie Przednie, nicht mehr existent) eingemeindet.
Im Jahr 1910 waren 348 Einwohner in Mittel Pogobien gemeldet, 1933 waren es bereits 480. Am 3. Juni 1938 erhielt Mittel Pogobien aus ideologisch-politischen Gründen die Umbenennung in „Mittelpogauen“. Die Einwohnerzahl belief sich 1939 auf 482.
1945 wurde das gesamte südliche Ostpreußen in Kriegsfolge nach Polen überstellt. Davon war nun auch Mittelpogauen betroffen. Es erhielt die polnische Namensform „Pogobie Średnie“ und ist heute als Sitz eines Schulzenamtes (polnisch Sołectwo) eine Ortschaft im Verbund der Stadt- und Landgemeinde Pisz (Johannisburg) im Powiat Piski (Kreis Johannisburg), bis 1998 der Woiwodschaft Suwałki, seither der Woiwodschaft Ermland-Masuren zugeordnet. Im Jahre 2011 zählte Pogobie Średnie 244 Einwohner.

## Religionen

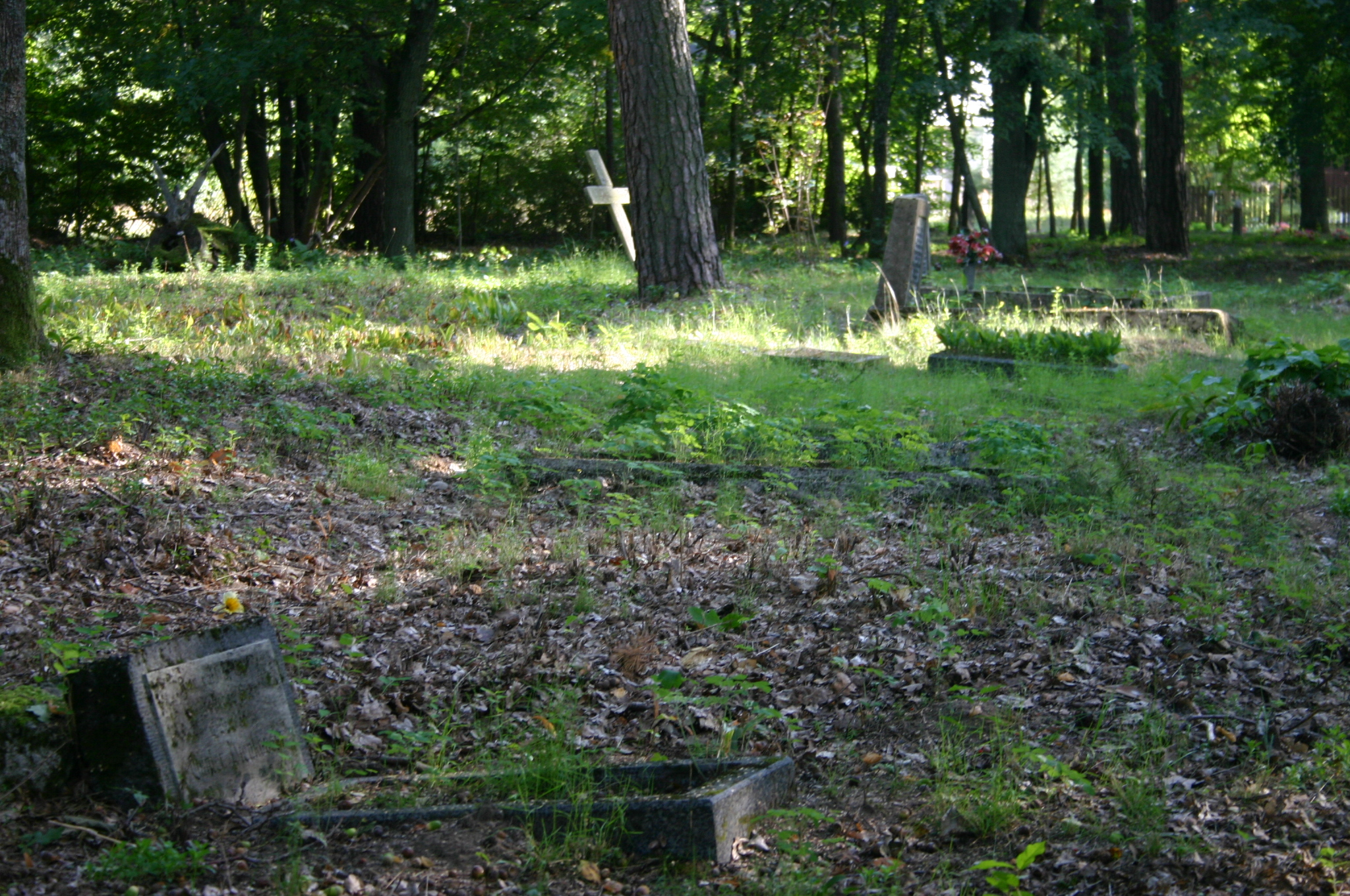
Verwaiste Grabstätten auf dem früheren evangelischen Friedhof Pogobien

Vor 1945 war Mittel Pogobien resp. Mittelpogauen in die evangelische Kirche Johannisburg in der Kirchenprovinz Ostpreußen der Kirche der Altpreußischen Union eingegliedert. An diese Zeit erinnert noch der alte evangelische Friedhof. Außerdem war das Dorf in die römisch-katholische Kirche in Johannisburg im Bistum Ermland eingepfarrt.
Heute gehört Pogobie Średnie katholischerseits zu Pfarrkirche in Wiartel ((Groß) Wiartel) bzw. Pisz, jetzt im Bistum Ełk der römisch-katholischen Kirche in Polen. Die evangelischen Einwohner orientieren sich zur Kirchengemeinde in Pisz, nun in der Diözese Masuren der Evangelisch-Augsburgischen Kirche in Polen.

## Schule
Mittel Pogobien wurde 1808 bzw. 1840 Schulort.

## Verkehr
Pogobie Średnie ist von Pisz aus auf einer manchmal unwegsamen Nebenstraße direkt zu erreichen.